# Gorczyca (Podlachië)
Gorczyca is een plaats in het Poolse district  Augustowski, woiwodschap Podlachië. De plaats maakt deel uit van de gemeente Płaska en telt 180 inwoners.